# Kanton Le Lézignanais
Der Kanton Le Lézignanais ist ein französischer Wahlkreis im Département Aude in der Region Okzitanien. Er umfasst zehn Gemeinden im Arrondissement Narbonne. Bei der landesweiten Neuordnung der französischen Kantone Anfang 2015 wurde der alte Kanton Lézignan-Corbières zunächst neu zugeschnitten, bevor er durch einen weiteren Erlass zum 1. Januar 2016 seinen jetzigen Namen erhielt.

## Gemeinden
Der Kanton besteht aus zehn Gemeinden mit insgesamt 16.642 Einwohnern (Stand: 1. Januar 2022) auf einer Gesamtfläche von 120,32 km²:
| Gemeinde               | Einwohner 1. Januar 2022 | Fläche km² | Dichte Einw./km² | Code INSEE | Postleitzahl |
| ---------------------- | ------------------------ | ---------- | ---------------- | ---------- | ------------ |
| Argens-Minervois       | 375                      | 4,59       | 82               | 11013      | 11200        |
| Castelnau-d’Aude       | 494                      | 7,38       | 67               | 11077      | 11700        |
| Conilhac-Corbières     | 947                      | 12,18      | 78               | 11098      | 11200        |
| Cruscades              | 940                      | 9,65       | 97               | 11111      | 11200        |
| Escales                | 497                      | 10,18      | 49               | 11126      | 11200        |
| Homps                  | 604                      | 3,06       | 197              | 11172      | 11200        |
| Lézignan-Corbières     | 10.855                   | 37,68      | 288              | 11203      | 11200        |
| Montbrun-des-Corbières | 340                      | 10,61      | 32               | 11241      | 11700        |
| Ornaisons              | 1.097                    | 10,80      | 102              | 11267      | 11200        |
| Tourouzelle            | 493                      | 14,19      | 35               | 11393      | 11200        |
| Kanton Le Lézignanais  | 16.642                   | 120,32     | 138              | 1108       | –            |

## Politik
| Vertreter im Departementrat | Vertreter im Departementrat   | Vertreter im Departementrat |
| Amtszeit                    | Namen                         | Partei                      |
| --------------------------- | ----------------------------- | --------------------------- |
| 2015–                       | Valérie Dumontet Jules Escaré | PS                          |